# 凱葦塔·奧拜羅
凱葦塔·奧拜羅，OBE（英語：Kavita Oberoi，1970年4月27日—），英國企業家，在2001年，為奧拜羅顧問企業公司（Oberoi Consulting）創辦人，主要經營資訊科技和健康護理顧問。現時居於英國英格蘭東米德蘭茲德比郡。
她也是英國第四頻道《英國百萬富翁》和英國廣播公司《英國飛黃騰達》等節目主要座客。

## 事紀
奧拜羅為印度裔，她出生於英格蘭約克郡布拉德福德，而父親是於布拉德福德經營氣泵和浴室店東主。
她在1993年畢業於哈德斯菲爾德大學應用化學系一級理學士後，便應徵德國拜耳藥廠藥物接待工作。
其後展開個人事業，包括普通科醫生商業顧問、資訊科技、醫療核數等，之後成功取得美國輝瑞製藥工程合約，2001年8月，她自行創立奧拜羅顧問企業公司。
在2008年8月，她還邀請英國超人氣節目英國第四頻道《英國百萬富翁》為主要嘉賓。

## 2001年至今
奧拜羅顧問企業公司除了經營普通科醫生外，還經營醫療實施審查、私人健康護理、英國國民健康服務基礎護理信託等各方面範疇。與此同時，她還會演講、舉辦講座等商業活動。
2010年，奧拜羅顧問企業公司，收購經營全球獲獎無數保安公司奧塔韋安（Octavian），直至2013年2月退出。
2012年，她也加入了不少工作等範疇。

## 榮譽及慈善
凱葦塔·奧拜羅在榮譽和慈善方面也不遺餘力，包括在2005年由NRI Institute頒授印度金奬、2014年獲英女皇壽辰頒發大英帝國官佐勳銜（以表彰創業者貢獻）等，也是全球女童軍基金會董事會主席。

## 事件
在2015年9月25日，凱葦塔·奧拜羅在家中使用壓力煲煮豆湯時關火，將壓力煲拿到一旁，釋放煲內氣體便打開煲蓋。不料壓力煲突然發生爆炸，幸她剛好閉上雙眼，沒有受損，臉部、頸項和胸口均灼傷。
而事後她自行送去醫院檢查，她留醫一星期後出院，已無大礙，奧拜羅祈求不會留下永久疤痕，相信頸部傷處皮膚會變成鴛鴦色。令她受傷的壓力煲原因是母親從印度帶回來英國給她，她是首次使用。
事後凱葦塔·奧拜羅會舉辦活動，讓大家認識到壓力煲的危險，力勸人們停止使用。

## 外部連結
- 凱葦塔·奧拜羅在互联网电影资料库（IMDb）上的資料（英文）
- Oberoi-Consulting.com（页面存档备份，存于）
- Octavian Continental（页面存档备份，存于）